# Anthony Collins

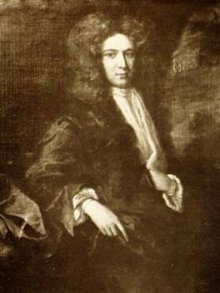
Anthony Collins

Anthony Collins (1676 - 1729) was een rijke Engelse filosoof, deïst (aanhanger van het deïsme) en materialist.

## Leven
Collins werd geboren in Heston in Middlesex, Engeland. Hij volgde lessen op het Eton College en King’s College in Cambridge. Ook studeerde hij er rechten in de Middle Temple school. In het Engeland van de eerste drie decennia van de 18e eeuw was Collins samen met John Toland het meest belangrijke lid van de hechte cirkel van radicaal vrije denkers. Deze groep omvatte onder andere Samuel Bold, Matthew Tindal, Thomas Woolston en William Wollaston. Hij was een vriend van John Locke (filosoof) die erg veel invloed op zijn denken uitoefende. Wat betreft zijn materialisme en determinisme werd Collins meer beïnvloed door Hobbes en Bayle dan door Locke.

## Werk
Collins' centrale hartstocht is de autonomie van de rede, in het bijzonder met betrekking tot godsdienst. Collins werd sterk gemotiveerd door een afkeer van de godsdienstige vervolging. De kwesties die rond godsdienstige vrijheid draaien worden in al zijn werken aangetroffen. Het is mogelijk in Collins' werk twee dimensies te onderscheiden, een filosofische en een godsdienstige, die duidelijk met elkaar verbonden zijn.
Zijn pamfletcontroverse uit 1706-1708 met Samuel Clarke behandelt de vraag of materie kan denken en andere onderwerpen zoals zijn boek over het vrij zijn. Zelf impliceren deze onderwerpen godsdienstige kwesties zoals de onsterfelijkheid van de ziel en de straf en beloning in het volgende leven. Zijn werken over de rede en het vrijdenken kunnen op de grens tussen filosofie en godsdienst worden beschouwd. Hoewel zijn oeuvre epistemologische en soms metafysische kwesties behandelt, zijn het de godsdienstige elementen die de boventoon voeren.
In 1713 publiceerde Collins zijn belangrijkste werk genaamd: A Discourse of Freethinking, occasioned by the Rise and Growth of a Sect called Freethinkers.
Dit werk valt elke priester aan, maar toch moet het worden toegelaten door de protestanten. Vrijdenken is een recht dat niet begrensd mag worden.
In Engeland werd dit werk groots ontvangen en werd het gezien als een pleidooi voor het deïsme.

## Collins als Necessitarianist
Necessitarianisme is een metafysisch principe dat al de zuivere mogelijkheden ontkent. Zijn bewering is dat niets een begin heeft zonder een oorzaak. In zijn systeem is de vrijheid van de wil essentieel gemaakt aan godsdienst en ethiek.
Hij werd aangevallen omdat hij werd gezien als de vijand van religie en moraliteit. Collins had hier aanvankelijk geen antwoord op. Maar later, in 1729, publiceerde hij een antwoord, getiteld Vrijheid en Noodzaak.

## Collins en religie
In Priestcraft in Perfection (1709) en An Historical and Critical Essay on the Thirty Nine Articles of the Church of England (1724) viel Collins wederom de kerk aan. De zin luidde: The Church hath power to decree rites or ceremonies, and authority in controversies of faith. 
De kerk zou te veel gebruikmaken van zijn autoritaire gezag. Hierdoor wordt volgens Collins het geloof minder waard en zo geeft hij aan dat de kerk het vrijdenken onderdrukt.

## Overige werken
Zijn overige werken zijn:
- Een brief naar mr. Dodwell, beargumenterend dat de ziel materialistisch kan zijn. En ten tweede dat als de ziel niet materialistisch is, het er niet van uitgaat dat het onsterfelijk is.
- Vindication of the Divine Attributes (1710)

- Bibsys: 8023994
- Biblioteca Nacional de España: XX1625047
- Bibliothèque nationale de France: cb11897356p (data)
- CiNii: DA05716167
- Gemeinsame Normdatei: 118521578
- International Standard Name Identifier: 0000 0001 1648 2604
- Library of Congress Control Number: n50026834
- Nationale Bibliotheek van Letland: 000069775
- Nationale Bibliotheek van Tsjechië: ola2002158995
- Nationale bibliotheek van Australië: 35029808
- Nationale Bibliotheek van Israël: 987007259934205171
- Nederlandse Thesaurus van Auteursnamen: 069899908
- Réseau des bibliothèques de Suisse occidentale: 02-A003116889
- Istituto Centrale per il Catalogo Unico: UFIV038997
- LIBRIS: 182859
- SNAC: w61v5csh
- Système universitaire de documentation: 026795221
- Trove: 802996
- Virtual International Authority File: 56607641
- WorldCat: E39PBJx4r6Vpvhf6dQt8YrDKBP